# 中國—中非關係
中國—中非关系（法語：Relations entre la Chine et la Centrafrique），是指歷史上的中國和中非、以至現在中華人民共和國與中非共和國之間的雙邊關係。
中華人民共和國與中非共和國关系多次反复，先後在1964年建交、1966年斷交；1976年首次復交、1991年再次斷交；直至最後在1998年再次復交。
2012年，中國大陸成為了中非共和國最大的出口目的地。

## 歷史

### 建交
中非共和國在1960年宣布獨立為國，其後在1962年與當時已退到台灣的中華民國建交:48。1964年9月，中非接受了中華人民共和國所提供2,000萬中非法郎無息貸款，與後者簽署協定，建立外交關係；中華民國隨即派員勸阻，又同意增加與中非共和國的技術合作，但未果，最終在同年11月與中非斷交，並撤回當地的中華民國手工藝隊:102。
1965年12月31日，讓-巴都·博卡薩發動军事政变，成為中非共和國的當權者:181；政变後，中非方面搜出了一批中華人民共和國方面的文件和武器，認為這證明了中華人民共和國曾干涉中非內政，與中華人民共和國斷絕邦交:164。此事令部分中非民眾對中國產生負面觀感，中非和中華民國因而延至1968年4月才復交:168。曾任中華民國外交部部長的蔣孝嚴指，博卡薩曾經出訪台灣，期間在高雄喜歡上了一名陪酒小姐，中華民國外交部便協助把該名陪酒小姐送到中非。

### 首次復交
此後，中非共和國的內政和外交都面临困境，博卡萨因而打算与中华人民共和国恢复邦交；他容許該名成為自己妻子的陪酒小姐選擇返回台湾、或是留下，陪酒小姐決定回台湾生活，子女則留在中非:180。1976年8月，中华人民共和国和中非复交:48。为了能夠早日得到中華人民共和國的援助，博卡萨請中華人民共和國政府盡快派遣大使到當地，又希望能访問中國；同年11月，中華人民共和國派出的使節到達中非，抵埗後幾個小時便受到博卡萨接见。時任中非首相的安熱-費利克斯·帕塔塞曾紧急约见中華人民共和國方面的人員，表示中非发生了严重的财政困难，又暗示該國將會有「特殊开支」；中華人民共和國拒絕協助，認為經濟援助贷款不應用於其他的用途:184。
1981年9月，時任中非武装部队参谋长的安德烈·科林巴宣布由军队接管中非共和國政权，他其後曾兩度出訪中华人民共和国；可是，中非共和國在1991年中旬再度與中華民國复交，中华人民共和国便中止与中非的邦交:590。

### 第二次復交
1997年，中华人民共和国外交官秦華孫任联合国安全理事会主席，理事会恰巧有議題與中非共和國有關，秦華孫便到當時與中華民國保持外交關係的中非視察:86。他與中非共和國總統安热-费利克斯·帕塔塞舉行會面，帕塔塞期間指自己還未掌政時已反對中非和中華民國建交，雙方因而達成了口頭諒解；在總統也不支持與中華民國建交的情況下，秦華孫更有信心與中非其他政府高層洽談:86。翌年，中华人民共和国與中非共和國签訂联合公报，恢复兩國的邦交:537。
1998年兩國再次复交後，中非共和國政府支持「一个中国」的主張；帕塔塞認為中华人民共和国對台湾行使主权只是時間問題，又祝願中国统一:59。
2014年，美國和法國向聯合國安理會有關單位動議，要求制裁曾任中非總統的弗朗索瓦·博齊澤，指控他破壞中非共和國的安定，但遭到中华人民共和国和俄羅斯反對；有中华人民共和国外交人員指，反對訴諸制裁是中华人民共和国的立場，因為制裁對妥善解決問題並非有利。
2023年3月，在中非共和國班巴里鎮附近一個由中華人民共和國公民開設的金礦遭到武裝組織襲擊導致9人死亡和2人受傷。中華人民共和國外交部呼籲所有在中非共和國除首都班吉外的中国公民立刻撤離。
2024年9月6日，两国建立战略伙伴关系。

## 經貿關係
- 中國大陸出口到中非共和国的商品（2012年）[15]
- 中非共和国出口到中國大陸的商品（2012年）[16]

中國大陸在2012年出口了1,620萬美元到中非共和国，貨物有機械設備、化工產品等；中非共和国同年出口了4,390萬美元到中國大陸，大多數貨物是木材或棉。2012年，中非對中國大陸的出口額佔了中非出口總額逾53%，中國大陸亦成為了中非共和国最大的出口目的地。

## 醫療援助
中華人民共和國在1986年為中非了援建一座医院，這座医院經常與外國学者交流，並為中非培訓醫療人員；医院所治療的病人包括中非共和國的上层分子和遊客，也有向中非的华人和當地的中國專家提供醫療服務。中華人民共和國也有向中非派遣医疗队，曾有医疗队全体队员均獲总统博齐泽親自授勳；2012年下半年，中非共和國有反政府組織對中非政府宣戰，直逼中非首都班吉，中華人民共和國醫療隊撤離當地。
2021年3月1日，中国驻中非大使陈栋同中非共和国总统图瓦德拉通电话表示，中国政府决定向中非政府援助一批新冠疫苗，支持中非人民抗击新冠肺炎疫情，推动共建中国—中非卫生健康共同体。

## 外部連結
- 中华人民共和国驻中非共和国大使馆官方网站（简体中文）（法文）
  - 中华人民共和国驻中非共和国大使馆经济商务处官方网站（简体中文）